# Ligotka (Opole)
Pour les articles homonymes, voir Ligotka.
Ligotka est une localité polonaise de la gmina et du powiat de Namysłów en voïvodie d'Opole.